# Пересветовский сельсовет
Пересветовский сельсовет — упразднённая административно-территориальная единица, существовавшая на территории Московской губернии и Московской области до 1954 года.
Пересветовский сельсовет был образован в первые годы советской власти. По данным 1918 года он входил в состав Дмитровской волости Дмитровского уезда Московской губернии.
В 1923 году к Пересветовскому с/с были присоединены Тендиковский и Шелепинский с/с.
По данным 1926 года в состав сельсовета входили село Пересветово, деревни Тендиково и Шелепино, а также будка 74 километра железной дороги.
В 1929 году Пересветовский с/с был отнесён к Дмитровскому району Московского округа Московской области.
17 июля 1939 года к Пересветовскому с/с были присоединены Подчерковский (селения Подчерково и Татищево) и Прудцевский (селения Прудцы и Теряево) с/с.
14 июня 1954 года Пересветовский с/с был упразднён. При этом его территория вошла в Орудьевский с/с.